# Twardowice (Płonina)
Twardowice – przysiółek wsi Płonina w Polsce, położony w województwie dolnośląskim, w powiecie jaworskim, w gminie Bolków, we Wschodnim Grzebiecie Gór Kaczawskich w Sudetach Zachodnich.
W latach 1975–1998 przysiółek administracyjnie należał do województwa jeleniogórskiego.